# Pseudisthmiade larrei
Pseudisthmiade larrei là một loài bọ cánh cứng trong họ Cerambycidae.